# Acrocercops fuscapica
Acrocercops fuscapica là một loài bướm đêm thuộc họ Gracillariidae. Nó được tìm thấy ở Nigeria.